# Trionfo di Galatea

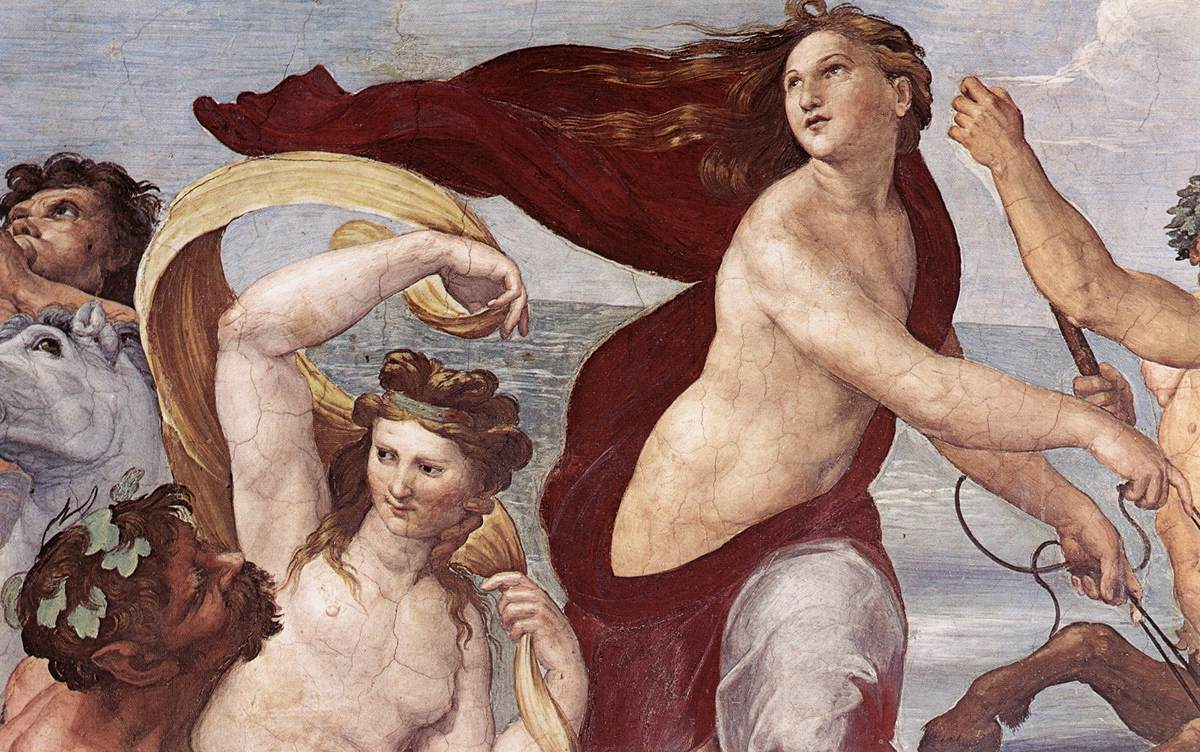
Dettaglio

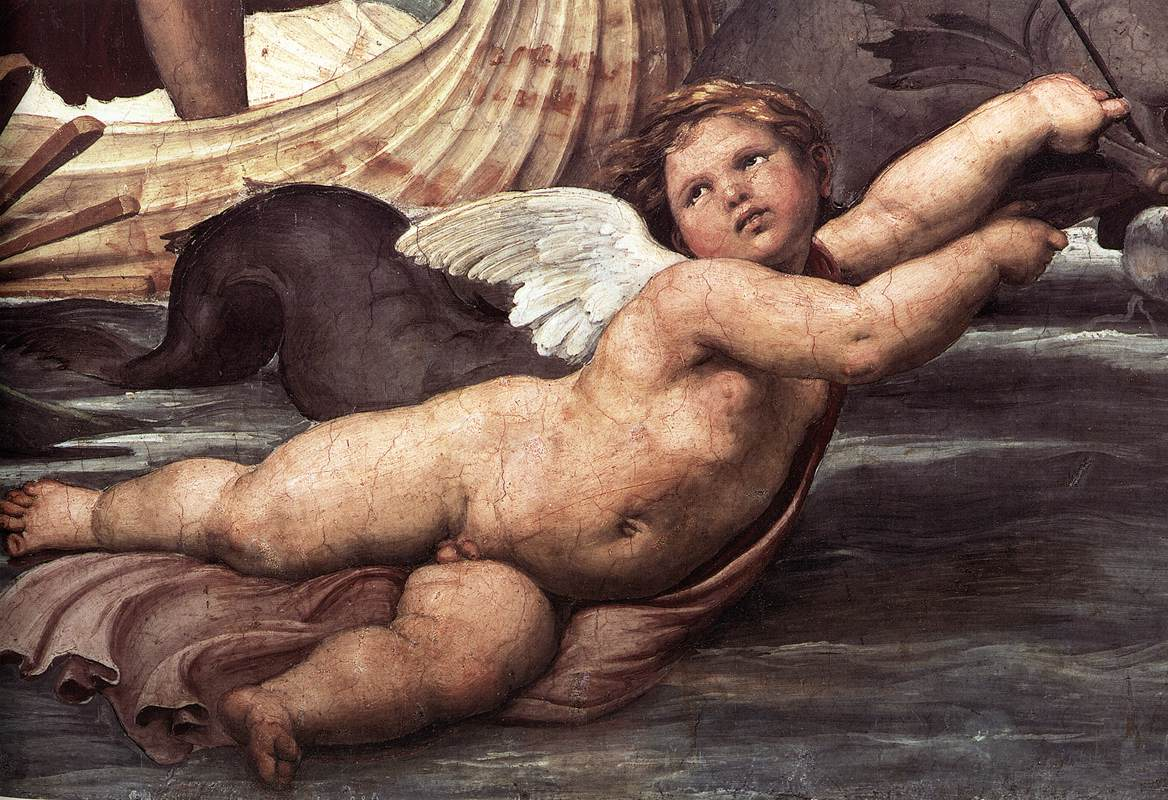
Palemone

Il Trionfo di Galatea è un affresco (295 × 225 cm) di Raffaello Sanzio, databile al 1512 circa e conservato nella Villa Farnesina di Roma.
È il dipinto più famoso della Villa e uno dei più importanti del pittore urbinate.

## Storia
Il ricchissimo banchiere Agostino Chigi si era fatto costruire tra il 1509 e il 1512 una sontuosa villa "di delizie" da Baldassarre Peruzzi, su un terreno circondato da giardini tra via della Lungara e il Tevere, detta in seguito "della Farnesina".
La decorazione pittorica fu avviata prestissimo, via via che gli ambienti erano completati, e interessò alcuni dei migliori artisti attivi a Roma, tra cui, oltre al Peruzzi stesso, Sebastiano del Piombo, il Sodoma e Raffaello.
Al Sanzio, impegnato in quegli stessi anni a decorare la Stanza della Segnatura e la Stanza di Eliodoro in Vaticano per Giulio II, venne affidato un affresco a soggetto mitologico nella sala cosiddetta "di Galatea" al pianterreno della villa. L'opera, di forma rettangolare e dedicata appunto al trionfo della ninfa Galatea, si trova sotto una lunetta di Sebastiano del Piombo e fianco del Polifemo dello stesso artista; lo schema architettonico dipinto e il soffitto sono invece opera di Baldassarre Peruzzi e la sua scuola.
Probabilmente le pareti dovevano essere decorate, nei piani iniziali, da altre scene della storia della ninfa, mai completate: per questo i due affreschi esistenti non raffigurano gli eventi principali delle sue storie, ma solo l'apoteosi alla quale guarda, impotente, Polifemo dal riquadro attiguo.
La scena era sicuramente completata o comunque in uno stadio avanzato nel 1511, quando venne già descritta nel De viridario Augustini Chigi... libellus del Gallo, pubblicato quell'anno. Baldassarre Castiglione fu estasiato dalla perfezione della Galatea di Raffaello, chiedendogli quale fosse stata la sua modella, avendo come risposta "nessuna", cioè che la fanciulla era semplicemente frutto di una sua idea.
"Della Galatea mi terrei un gran maestro se vi fossero la metà delle tante cose che Vostra Signoria mi scrive; ma nelle sue parole riconosco l'amore che mi porta, e le dico che, per dipingere una bella, mi bisogneria veder più belle, con questa condizione: che la Vostra Signoria si trovasse meco a far scelta del meglio. Ma, essendo carestia, e di buoni giudici e di belle donne, io mi servo di certa idea che mi viene nella mente. Se questa ha in sé alcuna eccellenza d'arte io non so; ben mi affatico di averla.".
L'affresco, in passato ritenuto in parti più o meno significative di mano di aiuti, in particolare Giulio Romano, dopo i restauri novecenteschi che hanno rilevato le ridipinture seicentesche, viene indicato come pienamente autografo di Raffaello.

## Descrizione e stile
Fonte della rappresentazione fu Teocrito (Idilli) o Ovidio (Metamorfosi), magari filtrato dal Poliziano, o Apuleio (Asino d'oro). L'affresco mostra l'apoteosi della ninfa Galatea che cavalca un cocchio a forma di capasanta trainato da due delfini e guidato dal fanciullo Palemone, circondata da un festoso corteo di divinità marine (tritoni e nereidi) e vigilata, in cielo, da tre amorini che stanno per scagliare dardi amorosi contro di lei. Un quarto putto, a cui è rivolto il casto sguardo di Galatea, tiene un fascio di frecce nascosto dietro una nuvola, a simboleggiare la castità dell'amore platonico.
La posa statuaria della ninfa, in torsione verso sinistra, ricalca in un contesto laico e mitologico quella della Santa Caterina d'Alessandria, riferibile al 1508 circa.
La composizione è perfettamente misurata, con un ritmo danzante e vorticoso, dominato da Galatea avvitata su sé stessa. Riprendendo forse modelli antichi (come un bassorilievo con un Coro di Afrodite oggi nei Musei Capitolini), Raffaello ricreò una mitica classicità, utilizzando toni cristallini e preziosi, quasi irreali, che tradiscono una conoscenza già approfondita della pittura romana antica. Sul verde marmoreo della superficie del mare spicca il rosso "pompeiano" della veste di Galatea.
Il movimento del manto gonfiato dal vento, accompagnato da quello dei capelli, è ripreso dal gesto della vicina nereide, che solleva un braccio mentre è rapita da un tritone. I corpi possenti delle figure dimostrano influssi di Michelangelo, addolciti però dal senso della misura del Sanzio e dalla dolce naturalezza dei suoi personaggi, tra cui spiccano soprattutto gli amorini, ma anche la stessa Galatea, serena e aggraziata.

## Il volto della Galatea
È stato dimostrato che i tratti del volto della Nereide sono quelli di Margherita Luti, l'amante e musa di Raffaello che posò anche per il famosissimo ritratto La Fornarina (1519), la Madonna Sistina (1514) e La Velata (1516). Ed il Trionfo di Galatea, essendo del 1512, è il primo dipinto dell'Urbinate in cui compare la sua amata Margherita.
Secondo alcuni Raffaello e Margherita si conobbero proprio mentre lui stava lavorando nella Villa di Agostino Chigi (proprio per questo affresco), in cui Margherita andava spesso per consegnare il pane del suo forno (situato a Trastevere). Addirittura, dopo che Raffaello conobbe la giovane donna, passava più tempo con lei che al lavoro. Agostino allora decise di chiamare Margherita nella sua Villa (anche perché Raffaello lo aveva minacciato di abbandonare l'impresa se Chigi non l'avesse ospitata) e Raffaello dipinse il volto di Galatea ispirandosi a quello della sua amante.
Altre interpretazioni porterebbero alla cortigiana ed amante del pittore Imperia Cognati.